# Nonar
Nonar este un sistem de numerație dintre 8 și 10. Este prezentat în baza 9 și are un sistem bifensit de numerație încorporat. Iată câteva sisteme de numerație: Binar Cuaternar (în baza 4) Cuintar (în baza 5) și octonal (în baza 8).